# Kapsokwony
Kapsokwony – miasto w Kenii, w hrabstwie Bungoma. W 1999 liczyło 1 586 mieszkańców.